# パーダーボルン・アンタッチャブルス
パーダーボルン・アンタッチャブルス（Untouchables Paderborner Baseball Club e. V.）は、野球ブンデスリーガに所属するドイツのプロ野球チーム。

## 所属選手
| 投手 - 15 テイラー・スウィフト (Taylor Swift) - 99 ハリー・グリン (Harry Glynne) - -- オイゲン・ハイルマン (Eugen Heilmann) - 22 ダニエル・ヒンツ (Daniel Hinz)(内野兼任) - 47 ダニエル・ラーン (Daniel Rahn) 捕手 - 6 ロバート・B・ハーマン (Robert B. Herrmann) - 20 ビョルン・ショーンロウ (Björn Schonlau)(内野兼任) | 投手 - 15 テイラー・スウィフト (Taylor Swift) - 99 ハリー・グリン (Harry Glynne) - -- オイゲン・ハイルマン (Eugen Heilmann) - 22 ダニエル・ヒンツ (Daniel Hinz)(内野兼任) - 47 ダニエル・ラーン (Daniel Rahn) 捕手 - 6 ロバート・B・ハーマン (Robert B. Herrmann) - 20 ビョルン・ショーンロウ (Björn Schonlau)(内野兼任) | 内野手 - 11 サッシャ・ブロックマイヤー (Sascha Brockmeyer) - -- トリスタン・ゲルトトムマーコッテン (Tristan Gerdtommarkotten) - -- ジェンドリック・シュペーア (Jendrick Speer) 外野手 - 3 ドミニク・ブデル (Dominik Buder) - 24 マット・マーチン (Matt Martin) - -- ミハエル・ニューハウザー (Michael Neuhäuser) - 12 マルセル・シュルツ (Marcel Schulz) | 内野手 - 11 サッシャ・ブロックマイヤー (Sascha Brockmeyer) - -- トリスタン・ゲルトトムマーコッテン (Tristan Gerdtommarkotten) - -- ジェンドリック・シュペーア (Jendrick Speer) 外野手 - 3 ドミニク・ブデル (Dominik Buder) - 24 マット・マーチン (Matt Martin) - -- ミハエル・ニューハウザー (Michael Neuhäuser) - 12 マルセル・シュルツ (Marcel Schulz) |
| 2013年9月14日更新 [公式サイト(ドイツ語)より：ロースター] | | | |